# Emma Vargas
Emma Paulina Vargas de Benavides (geboren am 1. Februar 1943 im Distrikt Huancavelica, Peru) ist eine peruanische Politikerin der christdemokratischen Partei Partido Popular Cristiano (PPC). Sie war von 1976 bis 1978 und von 1990 bis 1996 Bürgermeisterin von Huancavelica und von 2001 bis 2006 Abgeordnete im peruanischen Kongress.

## Leben
Emma Paulina Vargas de Benavides wurde am 1. Februar 1943 im Distrikt Huancavelica geboren. Dort durchlief sie ihre Schullaufbahn, die sie 1962 abschloss. 1967 absolvierte sie an der Universidad Nacional del Centro del Perú in Huancayo ein Studium der Bildungswissenschaften.

## Politische Laufbahn
Vargas ist Mitglied der christdemokratischen Partei Partido Popular Cristiano (PPC). Im Jahr 1972 gründete sie die Regionalabteilung des PPC der Region Huancavelica. 1975 wurde sie zur Provinzbürgermeisterin der Provinz Huancavelica gewählt und sie war dies vom 1. Januar 1976 bis zum 31. Dezember 1978. Bei den Kommunalwahlen 1989 und 1993 wurde sie erneut zur Bürgermeisterin Huancavelicas gewählt und sie war somit vom 1. Januar 1990 bis zum 31. Dezember 1996 erneut Bürgermeisterin.
Von 2001 bis 2006 war sie stellvertretende Parteivorsitzende des PPC. Bei den Wahlen in Peru 2001 wurde sie als Mitglied des PPC (im Wahlbündnis Unidad Nacional) in den peruanischen Kongress gewählt. In der Legislaturperiode vom 28. Juli 2001 bis zum 28. Juli 2006 vertrat sie daher als Abgeordnete die Region Huancavelica. Während ihrer Zeit als Abgeordnete und Vizepräsidentin des PPC sprach sie sich gegen die Zusammensetzung der Unidad Nacional aus. Parteien der Unidad Nacional waren außer dem PPC der Partido Solidaridad Nacional sowie die Kleinstparteien Partido Renovación Nacional und Cambio Radical. Vargas sprach sich insbesondere gegen die Mitgliedschaft der Kleinstparteien aus, da diese keine ausgebaute Parteienstruktur besäßen, die für ein Wahlbündnis notwendig seien. Bis zu den Wahlen in Peru 2006 haben beide Kleinstparteien die Unidad Nacional wieder verlassen.
Bei den Parlamentswahlen 2006 wurde Vargas nicht wiedergewählt. 2016 ließ sie sich zur Wahl aufstellen, um als eine von fünf Abgeordneten Peru im Andenparlament zu vertreten; jedoch wurde sie nicht gewählt.